# Fußball-Verbandsliga Rheinland 1988/89
Die Fußball-Verbandsliga Rheinland 1988/89 war die 37. Spielzeit der höchsten Spielklasse im Fußballverband Rheinland. Sie war auf der vierten Ligenebene unterhalb der Oberliga Südwest angesiedelt und wurde in einer Staffel ausgetragen.
Im Vergleich zur Vorsaison war keine Mannschaft aus der Oberliga Südwest abgestiegen. Aus den Landesligen kamen die vier Aufsteiger SG Eintracht Lahnstein (Wiederaufstieg nach einer Saison), Sportfreunde Daaden (Rückkehr nach 32 Jahren), SV Wittlich (Rückkehr nach 33 Jahren) und SV Tälchen Krettnach (Wiederaufstieg nach einer Saison) hinzu.
Rheinlandmeister wurde zum dritten Mal der TuS Mayen, der damit nach drei Spielzeiten wieder in die Oberliga Südwest aufstieg.
Am Saisonende mussten die Mannschaften auf den letzten vier Plätzen absteigen. Der VfL Oberbieber verließ die Verbandsliga nach acht Jahren wieder, der TuS Kröv nach vier Spielzeiten, die SG Ellingen-Bonefeld-Willroth 16 Jahre nach ihrem Aufstieg und die Sportfreunde Mastershausen nach zwei Spielzeiten.

## Teilnehmer
| Verein                        | Ort                    | Kreis                     | Qualifikation                              |
| ----------------------------- | ---------------------- | ------------------------- | ------------------------------------------ |
| Ahrweiler BC                  | Bad Neuenahr-Ahrweiler | Ahrweiler                 | 2. Platz 1987/88                           |
| Eisbachtaler Sportfreunde     | Nentershausen          | Westerwaldkreis           | 3. Platz 1987/88                           |
| TuS Koblenz                   | Koblenz                |                           | 4. Platz 1987/88                           |
| TuS Mayen                     | Mayen                  | Mayen-Koblenz             | 5. Platz 1987/88                           |
| VfL Oberbieber                | Neuwied                | Neuwied                   | 6. Platz 1987/88                           |
| TuS Kröv                      | Kröv                   | Bernkastel-Wittlich       | 7. Platz 1987/88                           |
| Spvgg Andernach               | Andernach              | Mayen-Koblenz             | 8. Platz 1987/88                           |
| TuS Argenthal                 | Argenthal              | Rhein-Hunsrück-Kreis      | 9. Platz 1987/88                           |
| SG Streif Prüm                | Prüm                   | Bitburg-Prüm              | 10. Platz 1987/88                          |
| Sportfreunde Mastershausen    | Mastershausen          | Rhein-Hunsrück-Kreis      | 11. Platz 1987/88                          |
| VfL Bad Ems                   | Bad Ems                | Rhein-Lahn-Kreis          | 12. Platz 1987/88                          |
| BSV Weißenthurm               | Weißenthurm            | Mayen-Koblenz             | 13. Platz 1987/88                          |
| SG Ellingen-Bonefeld-Willroth | Straßenhaus            | Neuwied                   | 14. Platz 1987/88                          |
| FC Bitburg                    | Bitburg                | Bitburg-Prüm              | 15. Platz 1987/88                          |
| SG Eintracht Lahnstein        | Lahnstein              | Rhein-Lahn-Kreis          | Aufsteiger aus der Landesliga Nord 1987/88 |
| Sportfreunde Daaden           | Daaden                 | Altenkirchen (Westerwald) | Aufsteiger aus der Landesliga Nord 1987/88 |
| SV Wittlich                   | Wittlich               | Bernkastel-Wittlich       | Aufsteiger aus der Landesliga Süd 1987/88  |
| SV Tälchen Krettnach          | Konz                   | Trier-Saarburg            | Aufsteiger aus der Landesliga Süd 1987/88  |

## Tabelle
| Pl. | Verein                        | Sp. | S  | U  | N  | Tore    | Diff. | Punkte |
| --- | ----------------------------- | --- | -- | -- | -- | ------- | ----- | ------ |
| 1.  | TuS Mayen                     | 34  | 25 | 7  | 2  | 083:250 | +58   | 57:11  |
| 2.  | Eisbachtaler Sportfreunde     | 34  | 16 | 11 | 7  | 077:390 | +38   | 43:25  |
| 3.  | VfL Bad Ems                   | 34  | 17 | 9  | 8  | 076:470 | +29   | 43:25  |
| 4.  | SV Wittlich (N)               | 34  | 14 | 12 | 8  | 053:400 | +13   | 40:28  |
| 5.  | SG Streif Prüm                | 34  | 14 | 11 | 9  | 043:360 | +7    | 39:29  |
| 6.  | SV Tälchen Krettnach (N)      | 34  | 13 | 10 | 11 | 050:430 | +7    | 36:32  |
| 7.  | SG Eintracht Lahnstein (N)    | 34  | 10 | 14 | 10 | 049:470 | +2    | 34:34  |
| 8.  | Ahrweiler BC                  | 34  | 14 | 6  | 14 | 045:440 | +1    | 34:34  |
| 9.  | Spvgg Andernach               | 34  | 13 | 7  | 14 | 049:560 | −7    | 33:35  |
| 10. | FC Bitburg                    | 34  | 11 | 10 | 13 | 039:410 | −2    | 32:36  |
| 11. | Sportfreunde Daaden (N)       | 34  | 13 | 5  | 16 | 058:500 | +8    | 31:37  |
| 12. | BSV Weißenthurm               | 34  | 12 | 7  | 15 | 058:610 | −3    | 31:37  |
| 13. | TuS Koblenz                   | 34  | 13 | 5  | 16 | 051:680 | −17   | 31:37  |
| 14. | TuS Argenthal                 | 34  | 10 | 10 | 14 | 037:550 | −18   | 30:38  |
| 15. | VfL Oberbieber                | 34  | 10 | 9  | 15 | 047:640 | −17   | 29:39  |
| 16. | TuS Kröv                      | 34  | 12 | 5  | 17 | 050:680 | −18   | 29:39  |
| 17. | SG Ellingen-Bonefeld-Willroth | 34  | 10 | 6  | 18 | 042:660 | −24   | 26:42  |
| 18. | Sportfreunde Mastershausen    | 34  | 3  | 8  | 23 | 034:910 | −57   | 14:54  |

| (M) | Staffelsieger der Verbandsliga Rheinland 1987/88 |
| (A) | Absteiger aus der Oberliga Südwest 1987/88       |
| (N) | Aufsteiger aus der Landesliga 1987/88            |